# Aitarak
Aitarak (тетум: Терновый шип) — восточнотиморская милиция, военизированная организация проиндонезийских активистов. Добивалась сохранения Восточного Тимора в составе Индонезии, поддерживала оккупационный режим. Во время политического кризиса до и после референдума о самоопределении 1999 года терроризировала членов ФРЕТИЛИН и других сторонников независимости, совершала массовые убийства (включая бойни в католических храмах Ликисы и Суаи), вследствие которых погибло порядка 1,5 тысячи человек. После провозглашения независимости Восточного Тимора боевики перебрались в Индонезию, многие из них примкнули к индонезийским праворадикальным организациям. Лидер — Эурику Гутерриш.

## Предыстория
С конца 1975 года Восточный Тимор был оккупирован индонезийской армией и превращён в 27-ю провинцию Индонезии. Сопротивление сторонников независимости, возглавляемое левым движением ФРЕТИЛИН, жёстко подавлялось. В то же время индонезийские военные власти создавали из лояльных восточнотиморцев милиционные формирования. Одной из главных структур такого рода была милиция Gardapaksi (Молодая гвардия в поддержку интеграции).
В Gardapaksi активно вербовались члены молодёжных банд. Они не только проходили боевую подготовку при индонезийских воинских частях, снабжались с военных складов оружием, обмундированием и оснащением, но и получали дешёвые кредиты на малый бизнес. Организационную поддержку оказывали командующий индонезийской группой войск в Восточном Тиморе генерал Прабово Субианто и местная администрация во главе с губернатором Абилиу Жозе Озориу Суарешем (партия АПОДЕТИ). Среди ведущих командиров Gardapaksi был Эурику Гутерриш.

## Против отделения от Индонезии
В мае 1998 года под давлением массовых протестов ушёл в отставку президент Индонезии Сухарто, с именем которого была связана оккупация Восточного Тимора. Новые власти Индонезии вынуждены были согласиться на самоопределение. Референдум был назначен на август 1999 года. Самой популярной политической силой Восточного Тимора оставался ФРЕТИЛИН. Исход референдума не вызывал сомнений.
Правые силы Индонезии, прежде всего армейское командование, стремились удержать Восточный Тимор. Среди населения они имели некоторое количество сторонников.

Одни искренне считают, что Восточный Тимор слишком мал и беден, чтобы функционировать как отдельное государство. Другие выиграли от индонезийской оккупации. Они видят в Индонезии освободителя от старой олигархии, от семейств, которые управляли под португальской колониальной властью.

Местная администрация, АПОДЕТИ и Gardapaksi поставили задачу сорвать референдум или, по крайней мере, максимально дестабилизировать ситуацию, подорвать легитимность волеизъявления.
В январе 1999 года состоялось совещание индонезийских военных с командирами Gardapaksi. Для дальнейших действий были созданы новые милиционные формирования — Pasukan Pejuang Integrasi (Боевые силы интеграции, PPI) — формально не имевшие отношения к индонезийским властям, но реально тесно связанные с армией, полицией и администрацией. Крупнейшее из них получило название 59/75 (1959 — год антипортугальского восстания в Восточном Тиморе, 1975 — год индонезийского вторжения в Восточный Тимор). Вскоре эта милиция была переименована в Aitarak (на языке тетум — Терновый шип). Командиром PPI и 59/75—Aitarak стал Эурику Гутерриш.

## Террор и убийства
С апреля 1999 года боевики Aitarak и других проиндонезийских милиций начали террор против членов ФРЕТИЛИН и других сторонников независимости Восточного Тимора. Наблюдатели отмечали особую жестокость совершаемых ими расправ, целенаправленное применение тактики выжженной земли. Члены Aitarak хорошо знали местность и население, поэтому действовали по чёткому плану и истребляли противников по заранее составленным спискам.
Вооружение Aitarak состояло из винтовок M-16, мачете, самодельных пистолетов. Практиковалось ношение униформы — чёрных футболок с красно-белым индонезийским флагом. По некоторым сведениям, во многих случаях имели место денежные выплаты боевикам, эквивалентные 5 фунтам стерлингов в день. Общая численность оценивалась примерно в 10 тысяч человек.
6 апреля 1999 года боевики Гутерриша убили от 60 до 200 человек в католическом храме Ликисы. 17 апреля атаковали дом активиста движения за независимость Мануэла Каррашсалана — погибли 12 человек. Уже после референдума, 6 сентября, они убили около 200 человек в католическом храме Суаи. Эти и многие другие действия Aitarak квалифицировались как военные преступления и преступления против человечности. В конце августа, последние дни перед референдумом, после обещания Гутерриша превратить Дили в «море огня», боевики Aitarak жёстко контролировали гавань и аэропорт, проверяя всех выезжающих — чтобы не выпустить внесённых в ликвидационные списки.
В общей сложности погибли около 1,5 тысячи человек, до 300 тысяч стали беженцами.
Главной установкой проиндонезийских формирований являлась «защита интеграции» — сохранение Восточного Тимора в составе Индонезии. Кроме того, учитывая марксистское происхождение ФРЕТИЛИН, проиндонезийские боевики выступали под лозунгами антикоммунизма. Однако этот мотив занимал второстепенное место.
Сорвать референдум не удалось — 30 августа 1999 года почти 80 % избирателей высказались против пребывания Восточного Тимора в составе Индонезии. Эурику Гутерриш заявил, что развернёт партизанскую войну, покончит с движением за независимость и с возглавляющей его политической элитой. Насилие продолжалось, и остановить его удалось только введением международного военного контингента. Гутерриш с возмущением реагировал на это вмешательство, обвинял миротворцев в убийствах своих боевиков.

## После отступления в Индонезию
20 мая 2002 года, в соответствии с результатами референдума, была провозглашена независимость Демократической Республики Восточный Тимор. Правительство было сформировано из представителей ФРЕТИЛИН. Члены Aitarak в независимом Восточном Тиморе считаются преступниками и подвергаются судебному преследованию.
Большинство боевиков перебрались в Индонезию. Часть из них расположились в Западном Тиморе, сохранили боевой порядок и продолжали акции по «возвращению Восточного Тимора в Индонезию». Большинство других стали индонезийскими гражданами. Многие из них столкнулись в Индонезии с социальным неустройством, некоторые даже вернулись в Восточный Тимор.
При левоцентристском правительстве Мегавати Сукарнопутри лидеры Aitarak были привлечены к ответственности в Индонезии. Бывший губернатор Восточного Тимора Озориу Суареш получил три года тюрьмы за соучастие в убийствах, однако впоследствии был оправдан. Эурику Гутерриш был приговорён к десяти годам тюрьмы, однако реально отбыл лишь два года.
Эурику Гутерриш с группой ветеранов Aitarak включился в индонезийскую политику. Созданная Гутерришем структура Laskar Merah Putih (Красно-белые воины) рассматривается как политическое продолжение Aitarak. Для восточнотиморских активистов в Индонезии характерны ультраправые взгляды и позиции, крайний индонезийский национализм. На президентских выборах 2014 года Гутерриш активно поддерживал генерала Прабово Субианто. Организация Гутерриша входит в Антикоммунистический альянс, участвует в его акциях.